# 1989 World Tour
1989 World Tour je četvrta koncertna turneja američke pjevačice Taylor Swift. Prvenstveno je održana radi promocije njenog petog studijskog albuma 1989. Turneja je najavljena u studenom 2014. godine, a započela je u Tokyu u svibnju 2015. godine. Osim u Aziji, Swift je nastupala u Europi, Sjevernoj Americi te Australiji gdje je 12. prosinca 2015. završila turneju.

## Pozadina[1]
Turneja je najavljena putem Swiftina Twitter računa 3. studenog 2014. u kojem Swift piše: "#The1989WorldTour se događa!". Također je otkriveno da će se Vance Joy pridružiti Swift na turneji i da će se od 14. studenog moći kupiti ulaznice za sjevernoameričke koncerte.
Turneja je trajala sedam mjeseci, a planirala se tri mjeseca. Putovalo je 26 poluprikolica i 11 autobusa koji prevoze 146 ljudi od grada do grada. Osim toga, oko 125-150 ljudi bilo je angažirano u svakom gradu kako bi pomoglo pri postavljanju pozornice. Cijeli proces sastavljanja pozornice trajao je između 6 i 8 sati za arene, a za stadione je trebao dodatni dan.

## Predgrupe
- Vance Joy
- Shawn Mendes
- James Bay
- Rae Morris
- Haim

## Popis pjesama[1]
Ova set lista prikazuje popis pjesama koje su se izvodile na prvom koncertu turneje 5. svibnja 2015. u Tokyu. Set lista nije bila identična za svaki koncert.
1. "Welcome To New York"
2. "New Romantics"
3. "Blank Space"
4. "I Knew You Were Trouble (Remix)"
5. "I Wish You Would"
6. "How You Get The Girl"
7. "I Know Places"
8. "All You Had To Do Was Stay"
9. "You Are in Love" (pjesma se mijenjala ovisno o gradu nastupa)
10. "Clean"
11. "Love Story"
12. "Style"
13. "This Love"
14. "Bad Blood"
15. "We Are Never Ever Getting Back Together (Remix)"
16. "Enchanted" / "Wildest Dreams"
17. "Out of the Woods"
18. "Shake It Off"

## Koncerti
| Datum                            | Grad                            | Država                          | Mjesto održavanja             | Preddrupe                                       |
| Prva etapa - Asia                | Prva etapa - Asia               | Prva etapa - Asia               | Prva etapa - Asia             | Prva etapa - Asia                               |
| -------------------------------- | ------------------------------- | ------------------------------- | ----------------------------- | ----------------------------------------------- |
| svibanj 5, 2015                  | Tokyo                           | Japan                           | Tokyo Dome                    | nije najavljeno                                 |
| svibanj 6, 2015                  | Tokyo                           | Japan                           | Tokyo Dome                    | nije najavljeno                                 |
| Druga etapa - Sjeverna Amerika   |                                 |                                 |                               |                                                 |
| svibanj 15, 2015.                | Las Vegas                       | SAD                             | City of Rock                  | nije najavljeno                                 |
| svibanj 20, 2015                 | Bossier City                    | SAD                             | CenturyLink Center            | Vance Joy                                       |
| svibanj 22, 2015                 | Baton Rouge                     | SAD                             | LSU Tiger Stadium             | Vance Joy Shawn Mendes                          |
| svibanj 30, 2015                 | Detroit                         | SAD                             | Ford Field                    | Vance Joy Shawn Mendes                          |
| lipanj 2, 2015                   | Louisville                      | SAD                             | KFC Yum! Center               | Vance Joy                                       |
| lipanj 3, 2015                   | Cleveland                       | SAD                             | Quicken Loans Arena           | Vance Joy                                       |
| lipanj 6, 2015                   | Pittsburgh                      | SAD                             | Heinz Field                   | Vance Joy Shawn Mendes                          |
| lipanj 8, 2015                   | Charlotte                       | SAD                             | Spectrum Center               | Vance Joy                                       |
| lipanj 9, 2015                   | Raleigh                         | SAD                             | PNC Arena                     | Vance Joy                                       |
| lipanj 12, 2015                  | Philadelphia                    | SAD                             | Lincoln Financial Field       | Vance Joy Shawn Mendes                          |
| lipanj 13, 2015                  | Philadelphia                    | SAD                             | Lincoln Financial Field       | Vance Joy Shawn Mendes                          |
| Treća etapa - Europa             |                                 |                                 |                               |                                                 |
| lipanj 19, 2015                  | Köln                            | Njemačka                        | Lanxess Arena                 | James Bay                                       |
| lipanj 20, 2015                  | Köln                            | Njemačka                        | Lanxess Arena                 | James Bay                                       |
| lipanj 21, 2015                  | Amsterdam                       | Nizozemska                      | Ziggo Dome                    | James Bay                                       |
| lipanj 23, 2015                  | Glasgow                         | Škotska                         | SSE Hydro                     | Vance Joy                                       |
| lipanj 24, 2015                  | Manchester                      | England                         | Manchester Arena              | Vance Joy                                       |
| lipanj 27, 2015.                 | London                          | England                         | Hyde Park                     | Rae Morris Vance Joy Ellie Goulding John Newman |
| lipanj 29, 2015                  | Dublin                          | Irska                           | 3Arena                        | Vance Joy                                       |
| lipanj 30, 2015                  | Dublin                          | Irska                           | 3Arena                        | Vance Joy                                       |
| Četvrta etapa - Sjeverna Amerika |                                 |                                 |                               |                                                 |
| srpanj 6, 2015                   | Ottawa                          | Kanada                          | Canadian Tire Centre          | Vance Joy                                       |
| srpanj 7, 2015                   | Montreal                        | Kanada                          | Bell Centre                   | Vance Joy                                       |
| srpanj 10, 2015                  | East Rutherford                 | SAD                             | MetLife Stadium               | Vance Joy Shawn Mendes Haim                     |
| srpanj 11, 2015                  | East Rutherford                 | SAD                             | MetLife Stadium               | Vance Joy Shawn Mendes Haim                     |
| srpanj 13, 2015                  | Washington, D.C.                | SAD                             | Nationals Park                | Vance Joy Shawn Mendes Haim                     |
| srpanj 14, 2015                  | Washington, D.C.                | SAD                             | Nationals Park                | Vance Joy Shawn Mendes Haim                     |
| srpanj 18, 2015                  | Chicago                         | SAD                             | Soldier Field                 | Vance Joy Shawn Mendes Haim                     |
| srpanj 19, 2015                  | Chicago                         | SAD                             | Soldier Field                 | Vance Joy Shawn Mendes Haim                     |
| srpanj 24, 2015                  | Foxborough                      | SAD                             | Gillette Stadium              | Vance Joy Shawn Mendes Haim                     |
| srpanj 25, 2015                  | Foxborough                      | SAD                             | Gillette Stadium              | Vance Joy Shawn Mendes Haim                     |
| kolovoz 1, 2015                  | Vancouver                       | Kanada                          | BC Place                      | Vance Joy Shawn Mendes                          |
| kolovoz 4, 2015                  | Edmonton                        | Kanada                          | Rexall Place                  | Vance Joy                                       |
| kolovoz 5, 2015                  | Edmonton                        | Kanada                          | Rexall Place                  | Vance Joy                                       |
| kolovoz 8, 2015                  | Seattle                         | SAD                             | CenturyLink Field             | Vance Joy Shawn Mendes                          |
| kolovoz 14, 2015                 | Santa Clara                     | SAD                             | Levi's Stadium                | Vance Joy Shawn Mendes                          |
| kolovoz 15, 2015                 | Santa Clara                     | SAD                             | Levi's Stadium                | Vance Joy Shawn Mendes                          |
| kolovoz 17, 2015                 | Glendale                        | SAD                             | Gila River Arena              | Vance Joy                                       |
| kolovoz 18, 2015                 | Glendale                        | SAD                             | Gila River Arena              | Vance Joy                                       |
| kolovoz 21, 2015                 | Los Angeles                     | SAD                             | Staples Center                | Vance Joy Haim                                  |
| kolovoz 22, 2015                 | Los Angeles                     | SAD                             | Staples Center                | Vance Joy Haim                                  |
| kolovoz 24, 2015                 | Los Angeles                     | SAD                             | Staples Center                | Vance Joy Haim                                  |
| kolovoz 25, 2015                 | Los Angeles                     | SAD                             | Staples Center                | Vance Joy Haim                                  |
| kolovoz 26, 2015                 | Los Angeles                     | SAD                             | Staples Center                | Vance Joy Haim                                  |
| kolovoz 29, 2015                 | San Diego                       | SAD                             | Petco Park                    | Vance Joy Shawn Mendes                          |
| rujan 4, 2015                    | Salt Lake City                  | SAD                             | EnergySolutions Arena         | Vance Joy                                       |
| rujan 5, 2015                    | Denver                          | SAD                             | Pepsi Center                  | Vance Joy                                       |
| rujan 6, 2015                    | Denver                          | SAD                             | Pepsi Center                  | Vance Joy                                       |
| rujan 9, 2015.                   | Houston                         | SAD                             | Minute Maid Park              | Vance Joy Shawn Mendes                          |
| rujan 11, 2015                   | Saint Paul                      | SAD                             | Xcel Energy Center            | Vance Joy                                       |
| rujan 12, 2015                   | Saint Paul                      | SAD                             | Xcel Energy Center            | Vance Joy                                       |
| rujan 13, 2015                   | Saint Paul                      | SAD                             | Xcel Energy Center            | Vance Joy                                       |
| rujan 16, 2015                   | Indianapolis                    | SAD                             | Bankers Life Fieldhouse       | Vance Joy                                       |
| rujan 17, 2015                   | Columbus                        | SAD                             | Nationwide Arena              | Vance Joy                                       |
| rujan 18, 2015                   | Columbus                        | SAD                             | Nationwide Arena              | Vance Joy                                       |
| rujan 21, 2015                   | Kansas City                     | SAD                             | Sprint Center                 | Vance Joy                                       |
| rujan 22, 2015                   | Kansas City                     | SAD                             | Sprint Center                 | Vance Joy                                       |
| rujan 25, 2015                   | Nashville                       | SAD                             | Bridgestone Arena             | Vance Joy Haim                                  |
| rujan 26, 2015                   | Nashville                       | SAD                             | Bridgestone Arena             | Vance Joy Haim                                  |
| rujan 28, 2015                   | St. Louis                       | SAD                             | Scottrade Center              | Vance Joy Haim                                  |
| rujan 29, 2015                   | St. Louis                       | SAD                             | Scottrade Center              | Vance Joy Haim                                  |
| listopad 2, 2015                 | Toronto                         | Kanada                          | Rogers Centre                 | Vance Joy Shawn Mendes                          |
| listopad 3, 2015                 | Toronto                         | Kanada                          | Rogers Centre                 | Vance Joy Shawn Mendes                          |
| listopad 8, 2015                 | Des Moines                      | SAD                             | Wells Fargo Arena             | Vance Joy                                       |
| listopad 9, 2015                 | Omaha                           | SAD                             | CenturyLink Center Omaha      | Vance Joy                                       |
| listopad 10, 2015                | Omaha                           | SAD                             | CenturyLink Center Omaha      | Vance Joy                                       |
| listopad 12, 2015                | Fargo                           | SAD                             | Fargodome                     | Vance Joy                                       |
| listopad 17, 2015                | Arlington                       | SAD                             | AT&T Stadium                  | Vance Joy Shawn Mendes                          |
| listopad 20, 2015                | Lexington                       | SAD                             | Rupp Arena                    | Vance Joy                                       |
| listopad 21, 2015                | Greensboro                      | SAD                             | Greensboro Coliseum           | Vance Joy                                       |
| listopad 24, 2015                | Atlanta                         | SAD                             | Georgia Dome                  | Vance Joy Shawn Mendes                          |
| listopad 27, 2015                | Miami                           | SAD                             | American Airlines Arena       | Vance Joy                                       |
| listopad 31, 2015                | Tampa                           | SAD                             | Raymond James Stadium         | Vance Joy Shawn Mendes                          |
| Peta etapa - Azija               |                                 |                                 |                               |                                                 |
| studeni 7, 2015                  | Singapore                       | Singapore                       | Singapore Indoor Stadium      | nije najavljeno                                 |
| studeni 8, 2015                  | Singapore                       | Singapore                       | Singapore Indoor Stadium      | nije najavljeno                                 |
| studeni 10, 2015                 | Shanghai                        | China                           | Mercedes-Benz Arena           | nije najavljeno                                 |
| studeni 11, 2015                 | Shanghai                        | China                           | Mercedes-Benz Arena           | nije najavljeno                                 |
| studeni 12, 2015                 | Shanghai                        | China                           | Mercedes-Benz Arena           | nije najavljeno                                 |
| Šesta etapa - Oceania            |                                 |                                 |                               |                                                 |
| studeni 28, 2015                 | Sydney                          | Australia                       | ANZ Stadium                   | Vance Joy                                       |
| prosinac 5, 2015                 | Brisbane                        | Australia                       | Suncorp Stadium               | Vance Joy                                       |
| prosinac 7, 2015                 | Adelaide                        | Australia                       | Adelaide Entertainment Centre | Vance Joy                                       |
| prosinac 8, 2015                 | Adelaide                        | Australia                       | Adelaide Entertainment Centre | Vance Joy                                       |
| prosinac 10, 2015                | Melbourne                       | Australia                       | AAMI Park                     | Vance Joy                                       |
| prosinac 11, 2015                | Melbourne                       | Australia                       | AAMI Park                     | Vance Joy                                       |
| prosinac 12, 2015                | Melbourne                       | Australia                       | AAMI Park                     | Vance Joy                                       |
| Ukupan broj posjetitelja/zarade  | Ukupan broj posjetitelja/zarade | Ukupan broj posjetitelja/zarade | 2,278,647 / 2,278,647 (100%)  | $250,733,097                                    |